# آرمسترانگ سیدلی مامبا
آرمسترانگ سیدلی مامبا (به انگلیسی: Armstrong Siddeley Mamba) یک موتور هواگرد ساختِ کارخانهٔ آرمسترانگ سیدلی در کشور بریتانیا است.